# Miran Pavlin
Miran Pavlin (ur. 8 października 1971 w Kranju) – słoweński piłkarz występujący na pozycji bocznego lub środkowego pomocnika.
Swoją karierę rozpoczynał w NK Triglav, Živila Naklo i Olimpiji Lublana, skąd w 1997 roku przeniósł się do Dresdner SC. Później trafił do SC Freiburg, skąd po roku został wypożyczony do Karlsruher SC. W barwach klubu z Karlsruhe zadebiutował w reprezentacji, wkrótce zaś stał się prawdziwym idolem kibiców, kiedy w eliminacjach do Euro 2000 strzelił decydującą o awansie bramkę z Ukrainą.
Po zakończeniu okresu wypożyczenia został sprzedany za 900 000 euro do FC Porto. Głównym powodem dla którego portugalski klub wydał na 29-letniego piłkarza tyle pieniędzy było to, że całkiem nieźle zaprezentował się na turnieju w Belgii i Holandii (strzelił bramkę przeciwko Jugosławii). W FC Porto szło mu różnie, kiedy klub prowadził Fernando Santos – był podstawowym zawodnikiem, pewne miejsce w składzie stracił za kadencji José Mourinho. W trakcie sezonu 2002/2003 (czyli tuż przed triumfem w Pucharze UEFA) odszedł więc do klubu z rodzimej ligi – Olimpii Lublana. Po pół roku w tym klubie zdecydował się na przeprowadzkę do cypryjskiego Olympiakosu Nikozja. Później Pavlin przeniósł się na Półwysep Apeniński – do Ascoli Calcio, gdzie zagrał pół roku i został zwolniony z powodu domniemanej poważnej kontuzji (klub nie chciał płacić zawodnikowi pensji kontraktowej, kiedy nie mógł grać). „Poważny” uraz okazał się bujdą, bo już po miesiącu przerwy w grze Słoweniec znowu postanowił grać na Cyprze – w APOELU Nikozja. Potem był wypożyczany do Olympiakosu i Ascoli (po uprzedniej zgodzie z działaczami, którzy przedtem potraktowali go jak zbędny ciężar). W 2005 roku powrócił do Słowenii i został zawodnikiem NK Olimpija Lublana, z którą awansował kolejno do czwartej ligi (2006), trzeciej (2007), drugiej (2008) i pierwszej (2009). W 2009 Pavlin odszedł do FC Koper, a rok później zakończył w tym klubie przygodę z futbolem.